# Przyrowa (Rypin)
Pour les articles homonymes, voir Przyrowa.
Przyrowa est une localité polonaise de la voïvodie de Couïavie-Poméranie et du powiat de Rypin.